# Louis Cousin
Louis Cousin (Parigi, 21 agosto 1627 – Parigi, 26 febbraio 1707) è stato un traduttore, storico, avvocato e censore reale francese.
Fu presidente della Cour des monnaies e componente dell'Académie française, nella quale occupò il seggio numero 3 a partire dal 1697.

## Opere
- Histoire de Constantinople depuis le règne de Justin jusqu'à la fin de l'Empire, traduite sur les originaux grecs par Cousin (8 volumi, 1672-1685)
- Histoire de l'Église, écrite par Eusèbe, traduite par M. Cousin (4 volumi, 1675-1676)
- Les Principes et les règles de la vie chrétienne, traité composé en latin par M. le cardinal Bona et traduit en françois par M. Cousin (1675)
- Histoire romaine, écrite par Xiphilin, par Zonare et par Zosime, traduite sur les originaux grecs par M. Cousin (1678)
- Histoire de l'Empire d'Occident de Xiphilin, traduite par le président Cousin (2 volumes, 1683)
- Discours de Clément Alexandrin pour exhorter les payens à embrasser la religion chrétienne, traduit par Mr Cousin (1684)
- Discours d'Eusèbe, touchant les miracles attribués par les payens à Apollonius de Thyane, traduit par M. Cousin (1684)
- La Morale de Confucius, philosophe de la Chine (1688, attribuita)
- Histoire de plusieurs saints des maisons des comtes de Tonnerre et de Clermont (1698)